# Superpuchar Polski w piłce siatkowej mężczyzn (2019)
Superpuchar Polski w piłce siatkowej mężczyzn 2019 – siódma edycja rozgrywek o Superpuchar Polski rozegrana 23 października 2019 roku w Arenie Gliwice w Gliwicach, zorganizowana przez Polską Ligę Siatkówki (PLS) pod patronatem Polskiego Związku Piłki Siatkowej (PZPS). W meczu o Superpuchar udział wzięły dwa kluby: mistrz i zdobywca Pucharu Polski w sezonie 2018/2019 - Grupa Azoty ZAKSA Kędzierzyn-Koźle oraz wicemistrz Polski - Projekt Warszawa.
Po raz pierwszy zdobywcą Superpucharu Polski został klub Grupa Azoty ZAKSA Kędzierzyn-Koźle.
MVP spotkania wybrany został Łukasz Kaczmarek.

## Drużyny uczestniczące
| Drużyna                            | Osiągnięcia w sezonie 2018/2019       |
| ---------------------------------- | ------------------------------------- |
| Grupa Azoty ZAKSA Kędzierzyn-Koźle | mistrzostwo i zdobycie Pucharu Polski |
| Projekt Warszawa                   | wicemistrzostwo Polski                |

## Mecz
Środa, 23 października 2019 – 17:30 (UTC+02:00) • Arena Gliwice, Gliwice
Widzów: brak danych
Czas trwania meczu: 117 minut
Sędziowie: Bogumił Sikora i Marek Lagierski
| Grupa Azoty ZAKSA Kędzierzyn-Koźle | 3:1                                 | Projekt Warszawa     |
| Łukasz Kaczmarek 20 pkt            | (25:17, 34:32, 19:25, 25:23) raport | Igor Grobelny 15 pkt |

| Poz.                 | Nr | Zawodnik           | 1          | 2          | 3           | 4          | 5 | Pkt |
| -------------------- | -- | ------------------ | ---------- | ---------- | ----------- | ---------- | - | --- |
| A                    | 2  | Łukasz Kaczmarek   | 6 trzy     | 6 trzy     | 6 trzy      | 8 pięć     |   | 20  |
| P                    | 3  | Simone Parodi      | 7 cztery   | 7 cztery   | 7 cztery    | 9 sześć    |   | 13  |
| R                    | 6  | Benjamin Toniutti  | 9 sześć    | 9 sześć    | 9 sześć     | 5 dwa      |   |     |
| Ś                    | 9  | Łukasz Wiśniewski  | 5 dwa      | 5 dwa      | 5 dwa       | 7 cztery   |   | 6   |
| P                    | 11 | Aleksander Śliwka  | 4 jeden    | 4 jeden    | 4 jeden     | 6 trzy     |   | 19  |
| Ś                    | 15 | David Smith        | 8 pięć     | 8 pięć     | 8 pięć      | 4 pusty    |   | 7   |
| L                    | 1  | Paweł Zatorski     | L          | L          | L           | L          |   |     |
| Zmiany               |    |                    |            |            |             |            |   |     |
| P                    | 13 | Kamil Semeniuk     |            |            | 11 zmiana2  | 4 pusty    |   |     |
| A                    | 14 | Árpád Baróti       | 15 zmiana6 | 15 zmiana6 |             | 15 zmiana6 |   | 1   |
| Ś                    | 16 | Krzysztof Rejno    |            |            | 24 zmiana15 | 4 jeden    |   | 1   |
| Nie weszli na boisko |    |                    |            |            |             |            |   |     |
| R                    | 4  | Przemysław Stępień |            |            |             | 4 pusty    |   |     |
| P                    | 7  | Piotr Łukasik      |            |            |             | 4 pusty    |   |     |
| Ś                    | 12 | Sebastian Warda    |            |            |             | 4 pusty    |   |     |
| L                    | 71 | Korneliusz Banach  |            |            |             | 4 pusty    |   |     |
| Trener               |    |                    |            |            |             |            |   |     |
| Nikola Grbić         |    |                    |            |            |             |            |   |     |

| Poz.                 | Nr | Zawodnik          | 1        | 2          | 3        | 4        | 5 | Pkt |
| -------------------- | -- | ----------------- | -------- | ---------- | -------- | -------- | - | --- |
| A                    | 1  | Jakub Kowalczyk   | 8 pięć   | 6 trzy     |          | 4 pusty  |   | 2   |
| P                    | 2  | Bartosz Kwolek    | 6 trzy   | 4 jeden    | 4 jeden  | 5 dwa    |   | 13  |
| R                    | 6  | Antoine Brizard   | 5 dwa    | 9 sześć    | 9 sześć  | 4 jeden  |   | 6   |
| Ś                    | 8  | Andrzej Wrona     | 7 cztery | 5 dwa      |          | 4 pusty  |   | 5   |
| Ś                    | 11 | Piotr Nowakowski  | 4 jeden  | 8 pięć     | 8 pięć   | 9 sześć  |   | 11  |
| P                    | 22 | Kévin Tillie      | 9 sześć  | 7 cztery   | 7 cztery | 8 pięć   |   | 14  |
| L                    | 18 | Damian Wojtaszek  | L        | L          | L        | L        |   |     |
| Zmiany               |    |                   |          |            |          |          |   |     |
| Ś                    | 9  | Patryk Niemiec    |          | 17 zmiana8 | 5 dwa    | 6 trzy   |   | 5   |
| A                    | 13 | Igor Grobelny     |          | 10 zmiana1 | 6 trzy   | 7 cztery |   | 15  |
| Nie weszli na boisko |    |                   |          |            |          |          |   |     |
| A                    | 7  | Jan Król          |          |            |          | 4 pusty  |   |     |
| L                    | 14 | Dominik Jaglarski |          |            |          | 4 pusty  |   |     |
| R                    | 85 | Michał Kozłowski  |          |            |          | 4 pusty  |   |     |
| Trener               |    |                   |          |            |          |          |   |     |
| Andrea Anastasi      |    |                   |          |            |          |          |   |     |

## Statystyki meczowe
| KED | STATYSTYKI        | WAR |
| 103 | MAŁE PUNKTY       | 97  |
| 52  | ATAK              | 62  |
| 11  | BLOK              | 5   |
| 4   | SERWIS            | 4   |
| 36  | BŁĘDY PRZECIWNIKA | 26  |

## Wyjściowe ustawienie drużyn
| Śliwka Wiśniewski Kaczmarek Parodi Smith Toniutti Zatorski Nowakowski Brizard Kwolek Wrona Kowalczyk Tillie Wojtaszek |